# Мовсум-Заде, Кадыр Курбанович
Кадыр Курбанович Мовсум-Заде, также встречаются написание имени Кадир и фамилии Мовсунзаде или Мовсун-заде (азерб. Qədir Qurban oğlu Möhsünzadə; 1914—1992) — советский учёный, доктор ветеринарных наук, профессор.

## Биография
Родился 24 февраля 1914 года (согласно сайту «Память народа» 25.12.1913, по другим данным — в 1908 году) в семье учителя в городе Ленкорань (Азербайджан). В 1935 году с отличием окончил Ереванский зооветеринарный институт.
В 1935 — 1937 годах — аспирант-ассистент кафедры клинической диагностики Ереванского зооветеринарного института.
В 1937 году защитил диссертацию с присвоением ученой степени кандидата ветеринарных наук, перешёл работать ассистентом кафедры терапии в Казанский государственный ветеринарный институт.
В 1938 — 1941 годах — доцент Азербайджанского сельскохозяйственного института, заведующий кафедрой клинической диагностики, декан ветеринарного факультета.
В 1941 — 1946 годах служил в армии. Участник Великой Отечественной войны (взят в плен в 1942 — 1944 ).
С 1946 по 1951 год вновь возглавлял кафедру клинической диагностики на ветеринарном факультете Азербайджанского СХИ. В 1950 году защитил в Московской ветеринарной академии докторскую диссертацию на тему «Функциональные пробы почек при диагностике и лечении заболеваний лошадей и крупного скота».
В 1951—1956 годах заведовал кафедрой патологии и терапии Ивановского сельскохозяйственного института. В 1956—1958 годах зав. кафедрой терапии в Ленинградском институте усовершенствования ветеринарных врачей. С 1958 года — профессор кафедры крупных животных Ленинградского ветеринарного института. В 1960—1962 годах заведовал кафедрой клинической диагностики ЛВИ.
По рекомендации врачей-климатологов уехал из Ленинграда в Одессу. С 1962 по 1987 год — заведующий кафедрой клинической диагностики и терапии Одесского сельскохозяйственного института.
Умер в Одессе в 1992 или 1993 году.
Награждён орденами и медалями.[уточнить]

## Сочинения
Автор и соавтор 5 монографий:
- Мовсум-Заде, Кадир Курбанович, Крашенинников, Петр Николаевич. Внутренние незаразные болезни сельскохозяйственных животных [учебник по специальности «Ветеринария»]. Москва Колос 1966. 479 с., 2 л. ил. ил. 22 см
- Белковые гидролизаты в животноводстве и звероводстве / Проф. К. К. Мовсум-Заде, доц. В. А. Берестов. — Петрозаводск : Карел. кн. изд-во, 1967. — 56 с. : ил.; 20 см.
- Гидролизаты белка в ветеринарии: Авторы : К. К. Мовсум-Заде и В. А. Берестов. Карелия, 1972 — Всего страниц: 158
- Исследования в области ветеринарии: Сборник науч. трудов / Ред. коллегия: проф. К. К. Мовсум-Заде (отв. ред.) и др.] ; М-во сельск. хоз-ва СССР. Одес. с.-х. ин-т. — Одесса : [б. и.], 1975. — 205 с., 1 отд. л. табл.; 20 см.
- Применение белковых гидролизатов в ветеринарии / В. А. Берестов, К. Койчев, К. К. Мовсум-заде, И. А. Попдимитров; пер. с болг. Г. Н. Мирошниченко, под ред. К. К. Мовсум-заде. — М. : Колос, 1978. — 207 с.
- Гидролизаты белка в ветеринарии / К. К. Мовсум-Заде, В. А. Берестов. — Петрозаводск : Карелия, 1989. — 155 с.